# Johan Jørgen Holst
Johan Jørgen Holst (29. november 1937 i Oslo, Norge – 13. januar 1994) var en norsk politiker og minister, der repræsenterede Arbeiderpartiet og som er bedst kendt for sit engagement i Oslo-aftalen.
Efter at være blevet student fra Oslo katedralskole i 1956 gennemførte Holst det norske forsvars russiskkursus i 1958 og blev bachelor fra Columbia University i 1960. Han blev mag.art. i statskundskab fra Universitetet i Oslo i 1965. Holst blev ansat som videnskabelig assistent ved Forsvarets forskningsinstitutt 1960-1962, var forskningsstipendiat ved Center for International Affairs ved Harvard University 1962-1963 og forsker ved Forsvarets forskningsinstitutt fra 1963-1967 samt ved Hudson Institute, USA 1967-1969. Han blev forskningschef ved Norsk Utenrikspolitisk Institutt 1969-1976. Fra 1981 til 1986 var han instituttets direktør.
Hans politiske karriere begyndte på sidelinjen i 1960'erne, hvor han fungerede som taleskriver og politisk rådgiver for flere politikere fra Arbeiderpartiet. Han blev i 1969 medlem af partiets internationale udvalg og blev statssekretær i forsvarsministeriet under Rolf Hansen. Da Knut Frydenlund blev udenrigsminister i 1974 var han sammen med Holst og Thorvald Stoltenberg nøglepersoner i udarbejdelsen og gennemførelsen af partiets udenrigspolitik. I 1979 blev han statssekretær i Utenriksdepartementet. 1986-1989 og 1990-1993 var Holst forsvarsminister, og fra april 1993 til sin død i januar 1994 var han udenrigsminister.
Fra 1982 til 1986 var Johan Jørgen Holst formand for den norske Europabevægelse. 
I Gaza by er et aktivitetscenter for børn fra 6 til 16 år, kaldet Holst Park, opkaldt efter Johan Jørgen Holst.
Venner af Israel i Norsk Arbejderbevægelse (Norsk: Venner av Israel i Norsk Arbeiderbevegelse) har plantet en skov til hans minde i Israel.